# Ouezzane

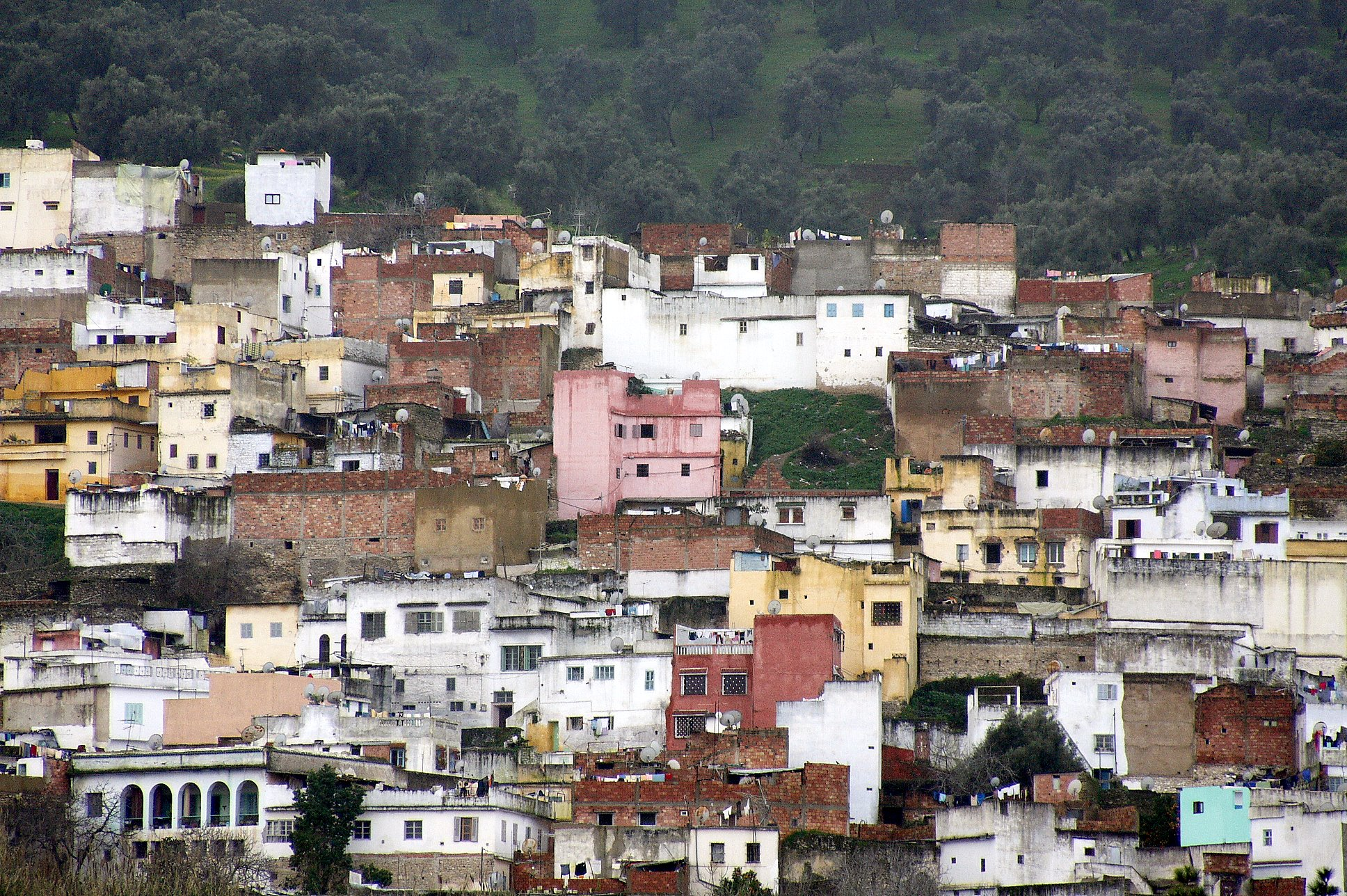
Vy över Ouezzane.

Ouezzane är en stad i Marocko och är belägen i provinsen med samma namn som är en del av regionen Tanger-Tétouan-Al Hoceïma. Folkmängden uppgick till 59 606 invånare vid folkräkningen 2014.